# Бажкенова, Гульшат Мейрановна
Гульшат Мейрановна Бажкенова (известна как Гульнара Бажкенова) — казахстанская журналистка. Основатель и главный редактор интернет-издания Orda.kz. Ранее — главный редактор Esquire.kz и телеканала ТАН. Пишет на русском языке. Живёт и работает в Алма-Ате.

## Биография
Окончила филологический факультет Казахского национального университета. Журналистикой начала заниматься в студенческие годы. Работала корреспондентом газеты «Караван» и главным продюсером телепрограммы «Информбюро» на 31 канале. Являлась главным редактором развлекательного телеканала ТАН. С 1999 по 2002 год руководила проектом «Открытая Азия» от Internews. Позднее сотрудничала с Русской службой Би-би-си, участвуя в репортажах для программ «Радиус» и New Day. Неоднократно стажировалась в США, участвовала в тренингах Миссурийского университета.
Бажкенова являлась шеф-редактором, а позднее — главным редактором онлайн версии казахстанского журнала Esquire, а также автором и колумнистом Azattyq — казахской редакции Радио «Свобода». До 2020 года — главный редактор издания HolaNews. 
В период ее редакторства, в 2019 году, HOLA News было удостоено премии в номинации «Лучшее журналистское расследование года» Urker Awards за материал «Шымкентские черепахи» — расследование о массовой гибели черепах в Шымкенте.
В 2018 году получила денежную премию от Казахстанского медиа альянса. В 2019 году проект Бажкеновой стал первым в Казахстане, сумевшим собрать средства на журналистское расследование за счёт краудфандинга. 380 тысяч тенге были собраны в течение 30 минут на расследование гибели рыбы в водоёмах Атырау.
В ноябре 2020 года на собственные средства запустила онлайн-издание Orda.kz, где стала главным редактором. Позже сама опровергла свои ранние заявления, заявив, что издание было открыто и как минимум год финансировалось на средства неназванной компании, где работала неназванная подруга Бажкеновой, которую в составе учредителей представлял другой человек - Максат Ганиев. Впоследствии эта ситуация вылилась в спор учредителей . 
В июле 2024 года проиграла собственный иск к алматинскому журналисту Дмитрию Шишкину, обвинившему Бажкенову и ее сайт «Орда» в систематическом плагиате — суд установил несколько фактов плагиата в «Орде» и отказал в удовлетворении иска Бажкеновой о защите чести, достоинства и деловой репутации.
В июне 2025 года редакция Orda.kz и главный редактор заявили об угрозах, давлении, преследовании и попытке рейдерского захвата. Главный редактор и основательница издания Гульнара Бажкенова рассказывает, что используются различные методы психологического воздействия. По словам Гульнар, атака началась полгода назад – с тех пор журналисты издания и она сама подвергаются преследованиям, получают угрозы и находятся под постоянным давлением.

## Журналистская деятельность
В 2017 году Гульнара Бажкенова подготовила репортаж о встрече 15-летнего казахстанского мальчика Исаака Мустопуло, с диагнозом детский церебральный паралич, со Стивеном Хокингом в Кембридже. Исаак стал лауреатом Национального конкурса инноваций STEM для людей с ограниченными возможностями и мечтал встретиться со своим кумиром.
Будучи шеф-редактором Esquire.kz Гульнара Бажкенова брала интервью у Нурсултана Назарбаева в марте 2017 года. Она была единственным представителем независимых СМИ, приглашённым на встречу с президентом Казахстана. 
В 2019 году министр иностранных дел Великобритании Джереми Хант в своём выступлении на Международной конференции по вопросам свободы СМИ подчеркнул важность защиты журналистов и свободы прессы по всему миру. Министр отметил случаи давления на журналистов в различных странах. Говоря о вкладе свободной прессы в развитие общества, он упомянул расследование проекта HolaNews, возглавляемого Гульнарой Бажкеновой, о массовой гибели рыбы в реке Урал.  

## Награды и звания
- Лучший блогер на Центрально-азиатской конференции, организованной Yvision (2013)[4]
- Публицист года по версии журнала Vласть (2016)[4]
- Премия «Алтын Калам» за книгу «Только не говори, что это слишком», посвящённую инклюзивному образованию для детей с инвалидностью (2019)[18]
- Журналист года на премии «День журналистики» (2018)[19]

В 2018 и 2019 году была номинирована как публицист года на премии «Народный любимец – 2019», но лауреатом не стала. 

## Работа во время Кантара
4 января 2022 года сайт Orda.kz был заблокирован на фоне протестов в Казахстане. При этом массовое отключение интернета в Казахстане во время январских событий 2022 года (также известных как «Кантар») началось позже, 5 января 2022 года. Редакция Orda.kz продолжала работу в telegram-канале. Главного редактора казахской версии сайта Orda.kz Бека Байтаса задержали во время освещения протестов, также он получил травму: ему в лицо попал осколок светошумовой гранаты.
Оператор и видеоинженер Леонид Рассказов также пострадал: сначала на него напали митингующие, а затем сотрудниками полиции, выстрелившие в него резиновыми пулями.  Бажкенова подчеркнула, что после этих инцидентов решила не отправлять своих журналистов в опасные места скоплений протестующих и силовиков. 6 января 2022 года выехала на площадь Республики в Алматы, где столкнулась с военным броневиком, что заставило её быстро ретироваться. 

## Преследования и блокировки
В феврале 2022 года Гульнар Бажкенова сообщила о попытке взлома входной двери в ее квартиру. Она связала запугивания с председателем правления национального инфокоммуникационного холдинга «Зерде» Арманом Абдрасиловым.
В октябре 2022 года RFE/RL Радио Свободная Европа / Радио Свобода сообщило, что Orda.kz получила посылку с отрубленной головой свиньи и фотографией Гульнары Бажкеновой во рту. Это происшествие стало частью серии угроз и преследований против редакции.
За день до этого угрозы в адрес Бажкеновой и ее сына были написаны на площади рядом с бизнес-центром, в котором расположена редакция. Committee to Protect Journalists (CPJ) осудила угрозы и преследования. Организация призвала власти Казахстана обеспечить безопасность журналистов и провести расследование инцидентов.
Также Гульнар Бажкеновой в качестве угроз отправляли надгробный памятник из гранита с высеченными на нем датами ее рождения и смерти в 2023 году.
В апреле 2024 года Гульнара Бажкенова также заявляла о давлении. Она рассказала о резком уходе волонтера-иностранца, который делал «Орду» на английском языке, и подозрениями на причастность к произошедшему силовиков. По словам журналистки, она каждый день находится «на закулисных переговорах» и отстаивает «свой бизнес и свою хрупкую независимость».
В марте 2025 года Гульнара Бажкенова в своем Telegram-канале рассказала о давлении на журналистов Orda.kz, включая фальшивые объявления от их имени на OLX, постоянные телефонные звонки и визиты полицейских с фотороботами. 
4 мая 2025 года новостной сайт Orda.kz на русском языке вновь оказался недоступен в Казахстане. Казахская и английская версия продолжали работать. Через VPN сайт в Казахстане также открывался. Проблемы у редакции начались ещё 3 мая вечером. Только после обращения в Министерство информации Республики Казахстан  доступ к ресурсу был восстановлен. 

## Общественная деятельность
Гульнара Бажкенова, как главный редактор Orda.kz, активно взаимодействует с «Әділ сөз» в вопросах защиты журналистов. В ноябре 2022 года фонд и Союз журналистов Казахстана обратились к президенту с просьбой расследовать преследование и травлю женщин-журналистов, включая Гульнару Бажкенову и Гульжан Ергалиеву.Президент поручил заняться расследованием инцидентов. 
В 2024 году Гульнара Бажкенова была одним из организаторов прессозащитного митинга в Алматы, где обсуждались вопросы цензуры и самоцензуры в СМИ. Митинг собрал около ста человек. На митинге она подчеркнула важность свободы слова и право журналистов на проведение митингов. 
Гульнара Бажкенова, главный редактор и совладелец OrdaMedia.kz, заняла 13-е место в рейтинге «25 самых влиятельных женщин Казахстана» по версии Forbes Woman Kazakhstan, опубликованном в сентябре 2024 года.

## Книги
- Только не говорите, это слишком. М.: Издательство «Мемлекеттік Қызмет — Государственная служба», 2018.